# Заводопетровське сільське поселення
Заводопетро́вське сільське поселення (рос. Заводопетровское сельское поселение) — муніципальне утворення у складі Ялуторовського району Тюменської області, Росія.
Адміністративний центр та єдиний населений пункт — село Заводопетровське.

## Населення
Населення — 709 осіб (2020; 769 у 2018, 743 у 2010, 895 у 2002).